# Шерье, Софи
Софи Шерье (фр. Sophie Cherrier, 1959, Нанси) — французская флейтистка.

## Биография
Софи Шерье родилась в 1959 году в Нанси, где окончила Региональную консерваторию. Затем училась до 1979 года у Алена Мариона и окончила Парижскую консерваторию в 1980 году. Одним из её учителей был Кристиан Ларде. До ноября 1998 года Шерье преподавала в Парижской Региональной консерватории, после чего перешла работать профессором в Парижскую Высшую национальную консерваторию музыки и танца. Там она преподаёт по сей день. С 1979 года является солисткой ансамбля Пьера Булеза.

## Дискография
- «Sequenza», Лучано Берио (Deutsche Grammophon),
- «…Explosante Fixe…», Пьер Булез (Deutsche Grammophon),
- «Sonatine» для флейты и фортепиано, Пьер Булез (Erato),
- «Esprit rude, Esprit doux» для флейты и кларнета, Эллиот Картер (Erato),
- «Imaginary Skylines» для флейты и арфы, Иван Феделе (Adès),
- 1991 — «Jupiter» и «La Partition du Ciel et de l’Enfer» из сборника «Compositeur d’aujourd’hui» Филиппа Манури,
- les Quatuors, Россини (Vérany),
- Шёнберг «Лунный Пьеро»
- 2004 — Flute Panorama

## Премии и награды
- 1981 — четвёртое место на международном конкурсе имени Жана Пьера Рампаля